# Boesch (bootconstructeur)

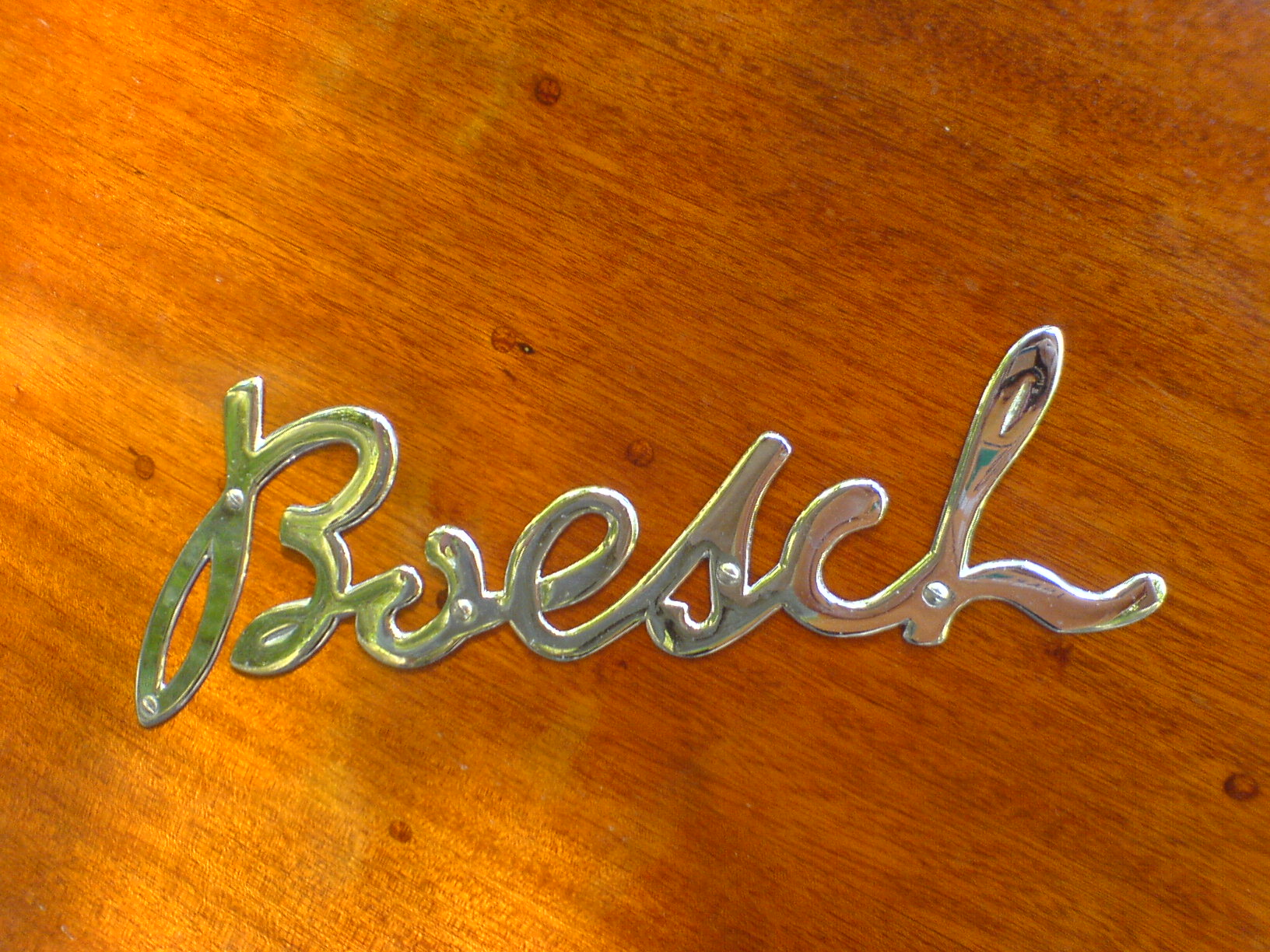
Logo

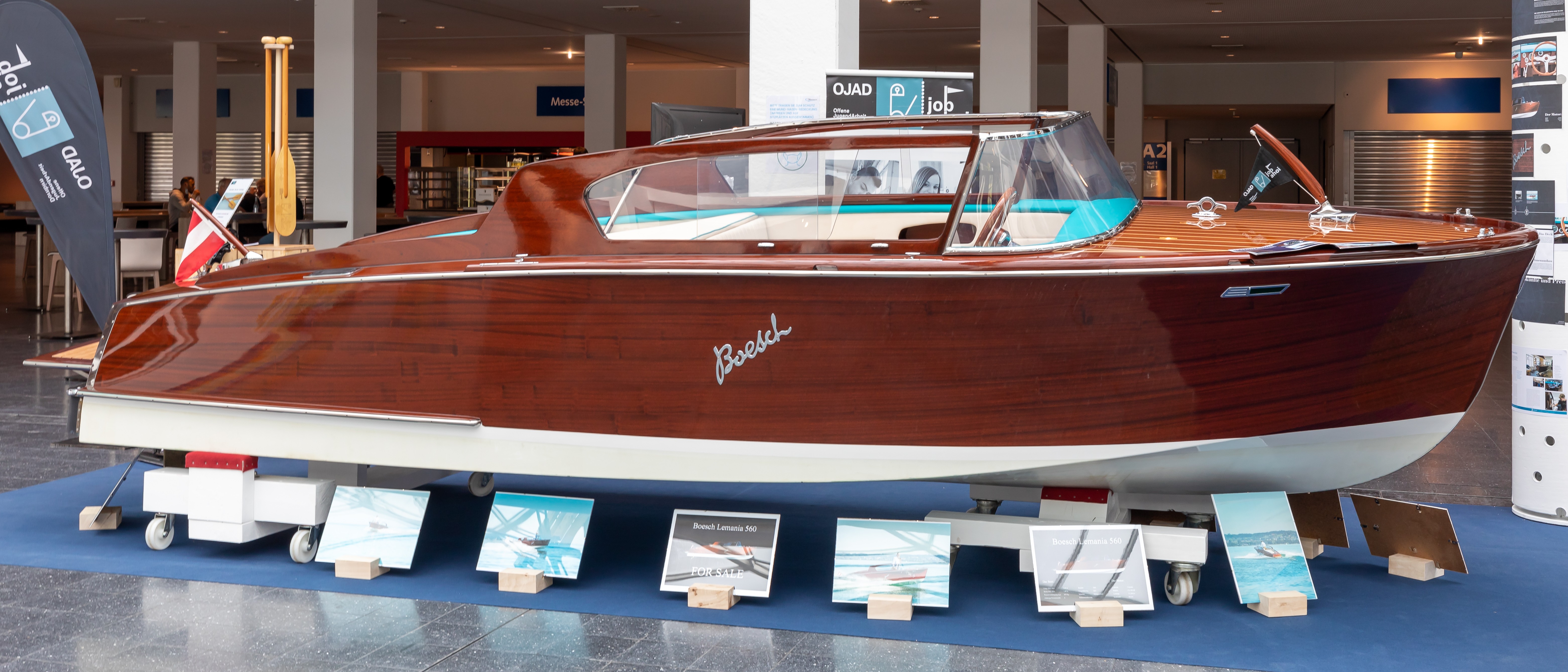
Boesch Lemania 560

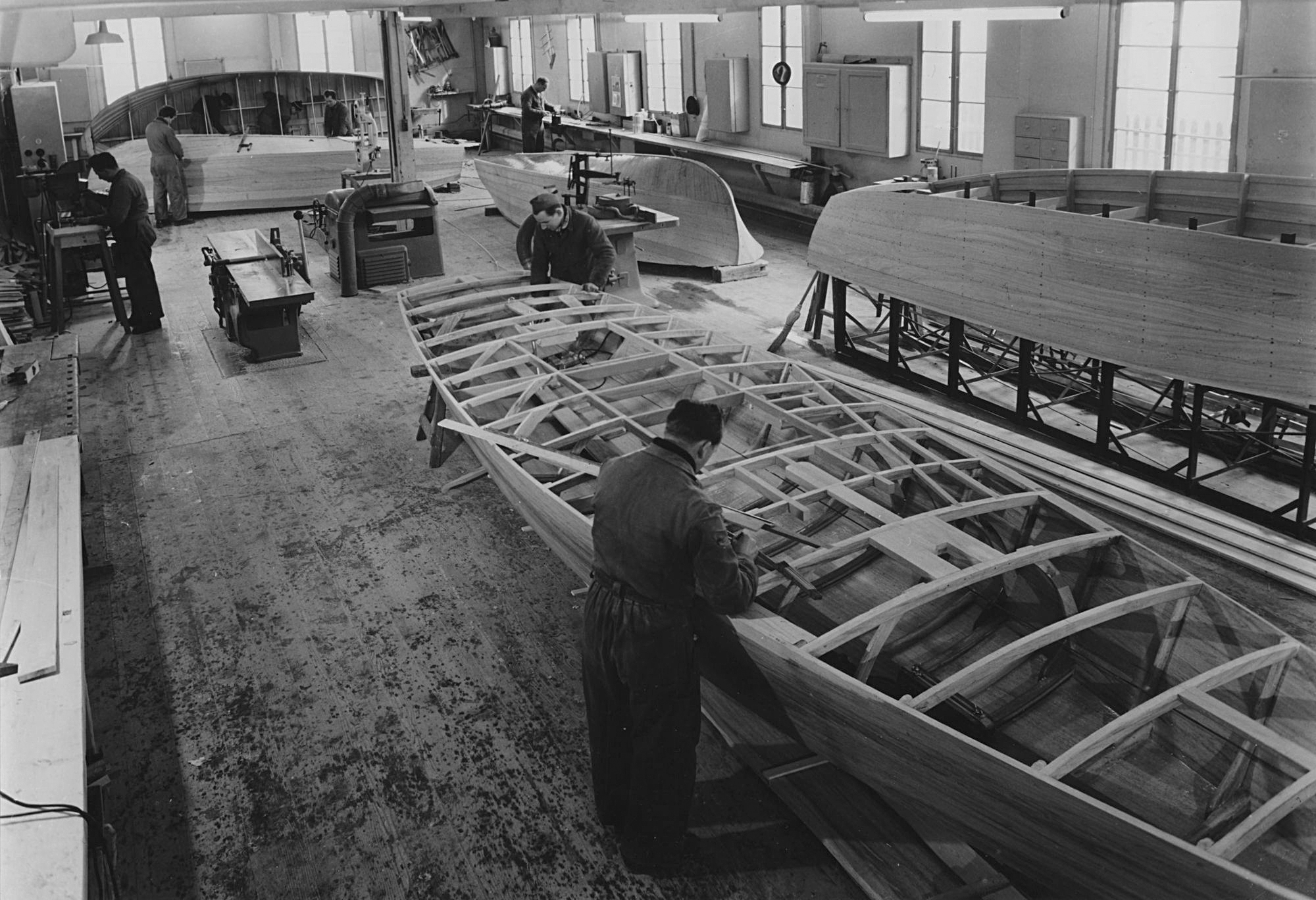
Boesch productiefaciliteiten in 1950

Boesch (volledige naam Boesch Motorboote AG) is een Zwitserse botenbouwer, vooral bekend als producent van klassieke mahoniehouten motorboten.

## Geschiedenis
Boesch Motorboote AG werd opgericht in 1920 toen Jakob Boesch, botenbouwer van beroep, de Treichler & Co. scheepswerf in Kilchberg, aan het Meer van Zürich in Zwitserland, overnam. Als gevolg hiervan werd het bedrijf omgedoopt tot Boesch & Co. Boesch hield zich de eerste jaren bezig met het bouwen, renoveren en repareren van zowel zeilboten, motorboten als roeiboten. 
Kort voor het uitbreken van de Tweede Wereldoorlog ontwikkelde Walter Boesch, zoon van Jakob Boesch, de eerste snelle motorboten volgens het zogenaamde "horizontaal glijden" ontwerpprincipe. Dit ontwerpprincipe ging uit van een gematigde V-vorm van de romp, positionering van de motor in het zwaartepunt van de boot en een directe aandrijving naar een relatief vlak liggende scheepsschroef, destijds onderscheidend in de markt. Dit ontwerpprincipe zorgde voor een uitgebalanceerde trim van de boot. Door de meer horizontale ligging op het water en werden Boesch-boten vooral populair als trekboot bij het waterskiën.
Vanaf de jaren 50 werd de productie van zeilboten gestaakt en richtte Boesch zich enkel nog op de productie van luxueuzere, snelle speedboten en jachten, vanaf 1956 ook in serie. Doordat Boesch overstapte op meer efficiënte maar kwalitatief hoogstaande serieproductie, maar met de hand gebouwd, was de botenbouwer in staat om meer boten te bouwen dan voorheen en versterkte hiermee zijn reputatie als botenbouwer in het kwalitatief hogere segment. Dit leidde er onder andere toe dat tussen 1960 en 1976 de wereld- en Europese kampioenschappen waterskiën uitgevoerd werden in Boesch-boten, en ook verschillende beroemdheden in die periode een Boesch-boot aanschaften.
In 1971 traden de broers Klaus en Urs Boesch, de derde generatie botenbouwers, toe tot het familiebedrijf en werden de productiefaciliteiten overgeplaatst naar Sihlbrugg, een dorp en belangrijk transportknooppunt tussen de kantons Zug en Zürich. Op 25 juni 1999 werd Boesch Motorboote AG ingeschreven in het handelsregister. De vierde generatie werd vertegenwoordigd door Markus Boesch, een zoon van Klaus en Doris Boesch, die in 2000 toetrad tot Boesch en in 2005 eindverantwoordelijke geworden is.

## Modellen
Boesch heeft verschillende modellen geproduceerd, waaronder:
- B500, geproduceerd van 1953 – 1964
- B510, geproduceerd in 1965 – 1979
- B530, geproduceerd in 1980 – 1998
- B560, geproduceerd in 1955 – 1965 en 1998 – heden
- B580, geproduceerd in 1966 – 1977
- B590, geproduceerd in 1977 – 1996
- B620, geproduceerd in 1995 – heden
- B640, geproduceerd in 1958 – 1971
- B650, geproduceerd in 1971 – 1981
- B680, geproduceerd in 1982 – 2000
- B710, geproduceerd in 2004 – heden
- B720, geproduceerd in 1975 – 1996
- B750, geproduceerd in 2002 – heden
- B850, geproduceerd in 1988 – 2000
- B900, geproduceerd in 2000 – heden

Per jaar worden niet meer dan 25 jachten geproduceerd.